# Järva kontrakt
Järva kontrakt (estniska: Järva praostkond) är ett kontrakt inom den Estniska evangelisk-lutherska kyrkan. Kontraktet omfattar större delen av landskapet Järvamaa samt mindre delar av landskapen Harjumaa, Lääne-Virumaa och Raplamaa.

## Församlingar
- Aegviidu församling
- Ambla församling
- Anna församling
- Järva-Jaani församling
- Järva-Madise församling
- Järva-Peetri församling
- Koeru församling
- Käru församling
- Paide församling
- Tapa församling
- Türi församling
- Vahastu församling

### Tidigare församlingar
- Kadrina församling, tillhör numera Viru kontrakt.
- Ilumäe församling, tillhör numera Viru kontrakt.